# 信 (鄭秀文專輯)
《信》（英語：Faith）是鄭秀文的第31張個人專輯和第24張粵語專輯，於2009年12月10日由東亞唱片發行，專輯亦是鄭秀文年度計劃「信·望·愛」的第一部曲：「信」。《信》是鄭秀文首張福音專輯，旨在以更現代跟新潮的方式給予社會邊緣年輕人正面信息。專輯起用人山人海作為音樂製作班底，並與陳奐仁、王菀之與廿四味等歌手合作。
這是鄭秀文因抑鬱症停工後復出發行的首張錄音室專輯，歌曲包含電子流行、搖滾與嘻哈等元素。專輯部分歌曲主題與宗教直接相關，亦有反映鄭秀文過去的經歷，包括生命的黑暗與掙扎等。
《信》發行後獲得極大成功，創下香港自2007年以來最暢銷的唱片紀錄，截至2020年已賣出超過15萬張，更於2022年發行彩膠版本。專輯亦被認為突破傳統福音歌曲的框架，並影響了周慧敏、馬浚偉、王祖藍等歌手製作福音專輯。鄭秀文日後的作品亦不時加入福音元素，被認為音樂風格從此變得更加積極正面，逐漸遠離千禧年前的性感豪放形象。

## 發行背景
2004年，鄭秀文發行在華納唱片的最後一張專輯兼個人首張翻唱專輯《Sammi vs Sammi》後，便選擇接拍關錦鵬導演的電影《長恨歌》。她於翌年宣佈跳槽至東亞唱片，然而其後卻因拍攝電影時患上的抑鬱症而休息停工至2007年，期間未有推出任何新錄音歌曲。
鄭秀文於休息期間因接觸宗教信仰而從情緒病的陰霾走出來，性格也變得更加正面開朗。2007年，鄭秀文以新曲《愛情萬歲》與一連八場的「Show Mi 鄭秀文2007演唱會」正式復出樂壇。演唱會獲得極大成功，不僅兩度宣佈加場，其後推出的《Show Mi 鄭秀文2007 演唱會》影音專輯亦隨之大賣。截至2007年12月，VCD版本以及DVD版本己取得雙白金銷量 各版本(CD/VCD/DVD/Blu-Ray)累計突破四白金，CD版在香港HMV由八月熱賣到一月中，各影音版本(VCD/DVD/Blu-Ray)更長年在HMV影音銷量榜中，成為香港樂壇史上最高銷量的演唱會原聲專輯之一。
2009年，鄭秀文宣佈推出「信·望·愛」年度計劃，而計劃頭炮則是於年底推出的個人首張福音專輯《信》。她表示希望能夠憑著專輯以更現代、更新潮的方式引導現今社會邊緣年輕人，並帶給他們更多正面的信息。

## 美術與發行
《信》的封面設計以簡約為主，以表達出鄭秀文對信仰以及對這張專輯的感覺。由於希望能夠傳遞出積極正面的感覺，因此未有添加過於花巧的設計，以展現出「開心」、「希望」、「力量」等元素。封面左上方的專輯名稱下亦以英語寫上「他給予我力量，他給予我喜悅，他給予我希望，他給予我全新的自己／鄭秀文」的意思。當中最後一段「他給予我全新的自己／鄭秀文」的英語文字亦在封面右上角重覆寫下。
鄭秀文於專輯的所有個人版稅收入均捐贈予無國界醫生及兒童癌症基金會。專輯其後與「信·望·愛」計劃裡的其他作品合併成三合一盒裝形式重新發行，並連同專輯《望》把當中所有個人版稅收入捐贈予兒童癌症基金會與世界宣明會。

## 詞曲
鄭秀文起用人山人海作為《信》的音樂製作班底，並與陳奐仁、王菀之與廿四味等歌手合作。當中《信者得愛》一曲改編自韓國歌手Jessica HO的歌曲《Life Is Good》，而《不要驚動愛情》則翻唱自香港創作歌手高皓正2008年的歌曲。專輯雖然為福音作品，但在曲風上與傳統福音歌曲非常不同，反而包含電子流行、搖滾、嘻哈等元素。
在歌詞內容上，《信》雖然是一張福音專輯，但不是所有歌曲皆與宗教直接相關。鄭秀文提到專輯部分歌曲反映了自己過去的經歷，包括生命的黑暗與掙扎等，並在《罪與罰》一曲中使用毒品作為題材。但她表示這些作品皆傳達正面的信息，並認為不同人士聽到歌曲會有不同感受，有些可能會想繼續認識宗教，有些則可能純粹作為流行歌曲而聽。
在《罪與罰》中，廿四味的主唱以饒舌方式唱出邊緣人的迷失跟絕望，鄭秀文則扮演天使的角色告訴他們仍有出路。而《信者得愛》則反映出鄭秀文以往對媒體的厭煩，認為他們以極端的態度對待自己，最終變得害怕見人。《上帝早已預備》唱出鄭秀文雖擁有人人渴求的東西但內心仍然空虛的心情，最終在放下所有後發現自己的生命還有上帝。而在《不要驚動愛情》中，鄭秀文演譯出即使渴望愛情，但仍然甘於等候上天的安排，將一切交待給神的信念，帶出與原唱者不同的風格。

## 宣傳活動

### 巡迴演唱會
在專輯正式發行前，鄭秀文便宣佈於同年年底舉行個人演唱會。這是鄭秀文入行後首次舉辦的跨年演唱會，作為她入行二十週年的慶祝活動。演唱會名稱取為「Love Mi鄭秀文世界巡迴演唱會」，作為鄭秀文年度計劃「信·望·愛」的第三部曲：「愛」。演唱會的巡迴地區包括東南亞、澳洲與大中華地區等區域的多個城市，當中香港場次因門票銷情反應熱烈而從原本的六場加開至最終十場。演唱會於2009年12月24日的香港站首場開始，並於2011年12月10日的澳門站作為尾場結束，歷時長達兩年。演唱會其後製作為影音產品發行，並在「2010年IFPI香港唱片銷量大獎」上贏得「最暢銷本地現場錄製音像出品」獎。演唱會影像亦與「信·望·愛」計劃裏的其他作品合併成三合一盒裝形式重新發行。

### 派台歌曲
《罪與罰》為專輯首支派台歌曲，於2009年派往電台播放。歌曲最高登上香港電台中文歌曲龍虎榜第2位、叱咤903專業推介榜第1位，以及新城知訊台勁爆本地榜第2位。《信者得愛》為專輯第二支派台歌曲，於2009年派往電台播放。歌曲最高登上香港電台中文歌曲龍虎榜與新城知訊台勁爆本地榜第1位，並登上叱咤903專業推介榜第2位。
《不要驚動愛情》為專輯第三支派台歌曲，於2010年派往電台播放。歌曲最高登上香港電台中文歌曲龍虎榜第1位、新城知訊台勁爆本地榜第2位，以及叱咤903專業推介榜第8位。《上帝早已預備》為專輯第四支派台歌曲，於2010年派往電台播放。歌曲最高登上香港電台中文歌曲龍虎榜第6位，以及叱咤903專業推介榜第17位。

#### 其他歌曲
《有一種快樂》早於2008年便已派往電台播放，作為宣明會2008年助養兒童歌曲。歌曲最高登上香港電台中文歌曲龍虎榜第13位，以及叱咤903專業推介榜第2位。

## 評價
《信》於發行前後獲得整體正面的評價。《搜狐音乐》的編輯小櫻認為專輯是一張合格偏中上的作品，並認為作為復出之作已經交足功課。她亦指鄭秀文與其他香港一線女歌手即使歌唱題材怎樣變化也好，仍然依舊保持了一貫的風格，並認為專輯作為演唱會預熱作品已無可挑剔。音樂製作人金培達認為專輯比起福音作品更像是見證作品，指不論製作班底是否基督徒，聽眾也能從優秀的歌曲中聽到信仰的見證，並稱讚專輯突破了外人對當代基督教音樂的認識。聲樂導師葉富生指鄭秀文毫無保留地直接講福音能夠打動年輕人的心靈層面，認為就算這不是即時發生，他們也可能會在某個時刻回想這些歌詞而被觸動。基督教牧師梁永善認為專輯的發行帶來多個好處，包括造成公眾的話題、讓基督徒使其他尚未信教的親友認識福音歌曲，以及讓教徒在教會裡多一些好詩歌詠唱。
《時代論壇》的思宇讚賞鄭秀文藉著歌曲傳道的心思，但對非信徒創作福音歌曲的做法有所保留，並直指專輯部分歌曲欠奉福音內容以及信仰的核心，認為福音歌曲不能被簡化為「說說愛、講講恕」。同樣來自《時代論壇》的薛騰鼒則抱有不同看法，認為由非信徒填詞的商業作品依然能夠傳福音，他亦覺得教會應該考慮更加響應當代基督教音樂，而不要僅局限於傳統詩歌之中。

### 獎項
《信》於推出後獲得多個獎項。2010年，專輯於「2010年IFPI香港唱片銷量大獎」上贏得「十大銷量廣東唱片」以及「最高銷量廣東唱片」獎。當中《不要驚動愛情》亦於香港電台「十大中文金曲頒獎禮」贏得「十大中文金曲」獎，其後於2011年獲得「2011年IFPI香港數碼音樂大獎」的「十大數碼暢銷歌曲」獎。

## 商業成績
《信》於發行後獲得極大商業成功，發行首日便已經突破5萬張銷量，並於發行兩週後突破雙白金銷量。專輯亦連續七週高據香港HMV唱片銷量排行榜冠軍位置 ，並登上香港唱片商會銷量榜冠軍。專輯發行三個月後突破10萬張銷量，及後截至2010年下半年，專輯累積銷量已突破15萬張，其後成為香港全年銷量最高的專輯，以及2010年香港HMV年度專輯銷量榜季軍跟亞洲專輯銷量榜冠軍。
專輯其後亦創下香港自2007年以來最暢銷的唱片紀錄，截至2020年，統計累積銷量已超過15萬。

## HMV亞洲唱片銷量榜
- 日期 位置 歌手 專輯
- 12-19 1 鄭秀文 信 [52]
- 12-26 1 鄭秀文 信
- 01-02 1 鄭秀文 信
- 01-09 1 鄭秀文 信
- 01-16 1 鄭秀文 信
- 01-23 1 鄭秀文 信
- 01-30 1 鄭秀文 信
- 02-06 2 鄭秀文 信
- 02-13 3 鄭秀文 信
- 02-20 3 鄭秀文 信
- 02-27 3 鄭秀文 信
- 03-06 3 鄭秀文 信
- 03-13 5 鄭秀文 信
- 03-20 6 鄭秀文 信
- 03-27 6 鄭秀文 信
- 04-03 8 鄭秀文 信
- 04-10 9 鄭秀文 信
- 04-17 5 鄭秀文 信
- 04-24 10 鄭秀文 信
- 05-01 8 鄭秀文 信
- 05-08 11 鄭秀文 信
- 05-15 9 鄭秀文 信
- 05-22 19 鄭秀文 信
- 05-29 16 鄭秀文 信
- 06-05 16 鄭秀文 信
- 06-12 17 鄭秀文 信
- 06-19 16 鄭秀文 信
- 06-26 18 鄭秀文 信
- 07-03 15 鄭秀文 信
- 07-17 17 鄭秀文 信
- 08-07 20 鄭秀文 信

## 影響與地位
《信》被認為將福音歌曲注入流行元素，突破傳統福音歌曲的製作框架，也被認為讓外界重新認識當代基督教音樂。專輯的商業成功亦驅使了香港唱片公司為旗下基督徒歌手發行福音作品，周慧敏、馬浚偉與王祖藍等知名歌手亦相繼推出福音專輯，使福音唱片市場成為主流作品與發燒專輯以外的穩定市場。
鑑於專輯取得的成功，鄭秀文其後亦於2010年推出福音國語專輯《信者得愛》。專輯名稱取自專輯《信》的主打曲《信者得愛》，主要由《信》收錄歌曲的國語版跟其他全新國語歌曲組成。而鄭秀文日後的音樂作品也不時加入福音元素，包括《Love Is Love》裡的四首福音歌以及《Miracle Best Collection》裡的福音勵志新歌。鄭秀文的音樂風格從此被認為更加積極健康，逐漸遠離千禧年前的性感豪放形象。鄭秀文於2013年發行專輯《Love Is Love》期間回顧當年發行《信》的感受，指當時神要自己走得很前，將自己推出風眼，因而做出這張作品。她認為上帝在不同時候給予自己不同使命，因此不會再像當時一樣把福音信息放到最前，但也不會把它拋開，並指信念從未在心裡離開。

## 歌曲列表
| CD       | CD                          | CD                           | CD            | CD         | CD       | CD                                                        | CD    |
| 曲序     | 曲目                        |                              | 作曲          | 编曲       | 製作人   | 备注                                                      | 时长  |
| -------- | --------------------------- | ---------------------------- | ------------- | ---------- | -------- | --------------------------------------------------------- | ----- |
| 1.       | 信者得愛（featuring MC仁）  | Choi Gap Won                 | Kim Do Hoon   | James Ting | 蔡德才   | 國語版本為《信者得愛》 改編自Jessica HO的《Life Is Good》 | 3:42  |
| 2.       | 罪與罰（24 Herbs合唱）      | 黃偉文 Kit Phat              | 陳奐仁        | 陳奐仁     | 陳奐仁   | 國語版本為《罪與罰》 英文版本為《Forgiveness》            | 3:43  |
| 3.       | 上帝早已預備                | 陸偉峰                       | 陸偉峰 陳偉雄 | Johnny Yim | 蔡德才   | 國語版本為《上帝早已預備》                                | 4:02  |
| 4.       | 不要驚動愛情                | 高皓正                       | 歐陽業俊      | Johnny Yim | 蔡德才   | 國語版本為《不要驚動愛情》 原唱者為高皓正                 | 3:49  |
| 5.       | 結果                        | 王菀之                       | 王菀之        | 馮翰銘     | 馮翰銘   | 英文版本為《Flame upon my Shoulders》                     | 4:07  |
| 6.       | 你愛我                      | 徐偉賢 章寧                  | 謝杰          | Johnny Yim | 蔡德才   |                                                           | 4:07  |
| 7.       | 有一種快樂                  | 林夕                         | 嘉琳 蔡志浩   | 蔡德才     | 蔡德才   | 宣明會助養兒童歌曲2008                                    | 3:46  |
| 8.       | Forgiveness（24 Herbs合唱） | 陳奐仁 Drunk JBS Ghost Style | 陳奐仁        | 陳奐仁     | 陳奐仁   | 粵語版本為《罪與罰》 國語版本為《罪與罰》                 | 3:43  |
| 9.       | 阿門                        | 周耀輝                       | 佚名          | Gaybird    | Gaybird  |                                                           | 2:38  |
| 10.      | 你愛我（國語版）            | 周耀輝                       | 謝杰          | Johnny Yim | 蔡德才   |                                                           | 4:07  |
| 总时长： | 总时长：                    | 总时长：                     | 总时长：      | 总时长：   | 总时长： | 总时长：                                                  | 37:44 |

| DVD MOOV Live 2009 | DVD MOOV Live 2009              | DVD MOOV Live 2009           | DVD MOOV Live 2009 |
| 曲序               | 曲目                            |                              | 作曲               |
| ------------------ | ------------------------------- | ---------------------------- | ------------------ |
| 1.                 | 叮叮噹                          | 黃偉文                       | 何山               |
| 2.                 | 罪與罰                          | 黃偉文 梁永傑 陳偉雄         | 陳奐仁             |
| 3.                 | 上帝早已預備                    | 陸偉峰                       | 陸偉峰 陳偉雄      |
| 4.                 | 信者得愛                        | Choi Gap Won                 | Kim Do Hoon        |
| 5.                 | 有一種快樂                      | 林夕                         | 嘉琳 蔡志浩        |
| 6.                 | Forgiveness                     | 陳奐仁 Drunk JBS Ghost Style | 陳奐仁             |
| 7.                 | 結果                            | 王菀之                       | 王菀之             |
| 8.                 | 不要驚動愛情                    | 高皓正                       | 歐陽業俊           |
| 9.                 | 阿門                            | 周耀輝                       | 佚名               |
| 10.                | Forgiveness（陳奐仁合唱）       | 陳奐仁 Drunk JBS Ghost Style | 陳奐仁             |
| 11.                | Killing Me Softly With His Song | 諾曼·金貝爾                  | 查爾斯·福克斯      |

| Bonus MV | Bonus MV                    |
| 曲序     | 曲目                        |
| -------- | --------------------------- |
| 12.      | 信者得愛（featuring MC仁）  |
| 13.      | 罪與罰（24 Herbs合唱）      |
| 14.      | 有一種快樂                  |
| 15.      | Forgiveness（24 Herbs合唱） |

## 發行版本
- 第一版（2009年）
- 第二版（2009年）
- 紅色彩膠（2022年）

## 製作名單
製作名單來自《信》內頁。

| 音樂家 - 鄭秀文 – 主聲樂（全曲目） - MC仁 – 客席獻聲（曲目1） - 24 Herbs – 客席獻聲（曲目1） - Wendyz – 和唱（曲目2、8） - Vikki Chan – 和唱（曲目5） - Sarah – 高音聲樂、和唱（曲目9） - 馮翰銘 – 弦樂外全樂器（曲目5） - Leslie Moonsun Ryang – 弦樂（曲目5） - Lo Ka Yi Elizabeth – 小提琴（曲目9） | 製作與技術人員 - 蔡德才 – 製作（曲目1、3、4、6、7、10）、錄製（曲目1、3、4、6、10） - 陳奐仁 – 製作、錄製、混音（曲目2、8） - 馮翰銘 – 製作（曲目5） - Gaybird – 製作（曲目9） - Simon Li – 混音（曲目1、4、9） - Frankie Hung – 混音（曲目3、6、10） - Ray – 混音（曲目5） - KY Yuen – 母帶（全曲目） | 設計與行政人員 - Wallace Kwok – A&R - 伍仲衡 – A&R - SK Lam – 創意指導 - Kim Lee – 設計 - Mavis Chan – 設計、插圖 - CK – 攝影 - 張文華 – 攝影 - Irene Chan – 後期製作 - 余秉翰 – 出品人 |

## 銷售榜單
| 週榜單（2009年）             | 最高 名次 |
| ---------------------------- | --------- |
| 香港專輯週榜（HMV）          | 1         |
| 香港專輯週榜（香港唱片商會） | 1         |

| 年榜單（2010年）                         | 名次 |
| ---------------------------------------- | ---- |
| 香港專輯年榜（HMV）                      | 3    |
| 香港亞洲專輯年榜（HMV）                  | 1    |
| 香港專輯年榜（國際唱片業協會（香港會）） | 1    |